# Aage Redal
Aage Reinhold Nidorff Redal (født 27. maj 1891 i København, død 19. november 1950 på Frederiksberg) var en dansk skuespiller.
Arbejdede i sine unge år på Kraks Vejviser og debuterede som skuespiller 1913 i Randers i Jeppe på Bjerget. Turnerede flere år i provinsen, før han kom til de københavnske scener, herunder Sønderbros Teater, Casino 1917-1925 og Allé Teatret.
I stumfilms-tiden medvirkede han også i film sammen med Fy og Bi. Gæstespil i Oslo og Bergen.
Blandt de film han medvirkede i kan nævnes:
- Sol over Danmark – 1936
- Bolettes brudefærd – 1938
- En lille tilfældighed – 1939
- I de gode gamle dage – 1940
- Sommerglæder – 1940
- En søndag på Amager – 1941
- Thummelumsen – 1941
- Biskoppen – 1944
- Det bødes der for – 1944
- Mordets melodi – 1944
- Besættelse – 1944
- En ny dag gryer – 1945
- For frihed og ret – 1949